# Shōma Uno
Shōma Uno (japonês: 宇野 昌磨, Hepburn: Uno Shōma, Nagoya, Aichi, 17 de dezembro de 1997) é um patinador artístico japonês. Ele foi medalhista de prata duas vezes do Campeonato Mundial em 2017 e 2018, campeão do Campeonato dos Quatro Continentes (2019), conquistou duas medalhas de prata e duas de bronze na Final do Grand Prix, foi campeão mundial júnior em 2015 e campeão do Campeonato Japonês (2016). Uno conquistou a medalha de prata nos Jogos Olímpicos de Inverno de 2018.

## Programas
| 2021-2022 | Oboe Concerto por Alessandro Marcello                                                                | - Bolero por Maurice Ravel Coreografado por Stéphane Lambiel                                                                         | |
| 2020-21   | - Great Spirit por Armin Van Buuren, Vini Vici e Hilight Tribe Coreografado por Shae-lynn Bourne     | - Our Life por Brock Hewitt - Dancing on my own por Robyn e Calum Scott - Your last kiss por Karl Hugo Coreografado por David Wilson | - Oboe Concerto por Alessandro Marcello ---- - Concerto em C menor para Cello, Cordas e Baixo contínuo, RV 401 por Antonio Vivaldi Coreografado por Keiji Miyamoto (patinador) - See You Again por Wiz Khalifa e Charlie Puth Coreografado por Mihoko Higuchi - This Town por Nial Horan, Jamie Scott Coreografado por David Wilson                                                                                        |
| 2019-2020 | - Great Spirit por Armin Van Buuren, Vini Vici e Hilight Tribe Coreografado por Shae-lynn Bourne     | - Our Life por Brock Hewitt - Dancing on my own por Robyn e Calum Scott - Your last kiss por Karl Hugo Coreografado por David Wilson | - Oboe Concerto por Alessandro Marcello ---- - Concerto em C menor para Cello, Cordas e Baixo contínuo, RV 401 por Antonio Vivaldi Coreografado por Keiji Miyamoto (patinador) - See You Again por Wiz Khalifa e Charlie Puth Coreografado por Mihoko Higuchi - This Town por Nial Horan, Jamie Scott Coreografado por David Wilson ---- - La vie en rose por Andrea Bocelli, Édith Piaf Coreografado por Stéphane Lambiel |
| 2018–2019 | - Stairway to Heaven por Led Zeppelin tocado por Rodrigo y Gabriela por Mihoko Higuchi               | - Moonlight Sonata por Ludwig van Beethoven por Mihoko Higuchi                                                                       | - Great Spirit por Armin van Buuren, Vini Vici com Hilight Tribe por Shae-Lynn Bourne - Time After Time por Harry Connick Jr. por David Wilson |
| 2017–2018 | - Winter (as quatro estações) por Antonio Vivaldi por Mihoko Higuchi e Stéphane Lambiel              | - Turandot por Giacomo Puccini tocado por Vanessa Mae - Nessun Dorma tocado por José Carreras por Mihoko Higuchi                     | - See You Again por Wiz Khalifa com Charlie Puth por Mihoko Higuchi - This Town por Niall Horan, Jamie Scott por David Wilson |
| 2016–2017 | - Fantasy for Violin and Orchestra (O violinista que veio do mar) por Joshua Bell por Mihoko Higuchi | - Buenos Aires Hora Cero - Balada para un loco por Astor Piazolla por Mihoko Higuchi                                                 | - See You Again por Wiz Khalifa com Charlie Puth por Mihoko Higuchi - La vie en rose por Andrea Bocelli, Édith Piaf por Stéphane Lambiel - This Town por Niall Horan, Jamie Scott por David Wilson |
| 2015–2016 | - Legends por Sacred Spirit por Mihoko Higuchi                                                       | - Violin Fantasy de Puccini Turandot por Vanessa-Mae - Nessun Dorma por Paul Potts por Mihoko Higuchi                                | - Violin Sonata No.9 por Ludwig van Beethoven por Mihoko Higuchi - Don Juan DeMarco por Michael Kamen por Mihoko Higuchi |
| 2014–2015 | - Violin Sonata No.9 por Ludwig van Beethoven por Mihoko Higuchi                                     | - Don Juan DeMarco by Michael Kamen por Mihoko Higuchi                                                                               | - The Blessed Spirits por Vanessa-Mae por Mihoko Higuchi, Machiko Yamada |
| 2013–2014 | - The Blessed Spirits por Vanessa-Mae por Mihoko Higuchi, Machiko Yamada                             | - Steps por Secret Garden por Mihoko Higuchi, Machiko Yamada                                                                         | - Tanguera por Mariano Mores por Mihoko Higuchi, Machiko Yamada |
| 2012–2013 | - Tanguera por Mariano Mores por Mihoko Higuchi, Machiko Yamada                                      | - Steps by Secret Garden por Mihoko Higuchi, Machiko Yamada                                                                          | - Bad Boy Good Man por Tape Five |
| 2011–2012 | - Tucker por Joe Jackson por Mihoko Higuchi, Machiko Yamada                                          | - Tzigane por Maurice Ravel por Mihoko Higuchi, Machiko Yamada                                                                       | |
| 2010–2011 | | - Tzigane por Maurice Ravel por Mihoko Higuchi, Machiko Yamada                                                                       | - Fly Me to the Moon |

## Principais resultados
| Resultados | Resultados        | Resultados    | Resultados        | Resultados       | Resultados        | Resultados       | Resultados        | Resultados        | Resultados       | Resultados       | Resultados      | Resultados       | Resultados    |
| Internacional | Internacional     | Internacional | Internacional     | Internacional    | Internacional     | Internacional    | Internacional     | Internacional     | Internacional    | Internacional    | Internacional   | Internacional    | Internacional |
| Evento/Temporada | 2009– 2010        | 2010– 2011    | 2011– 2012        | 2012– 2013       | 2013– 2014        | 2014– 2015       | 2015– 2016        | 2016– 2017        | 2017– 2018       | 2018– 2019       | 2019– 2020      | 2020– 2021       | 2021– 2022    |
| --- | ----------------- | ------------- | ----------------- | ---------------- | ----------------- | ---------------- | ----------------- | ----------------- | ---------------- | ---------------- | --------------- | ---------------- | ------------- |
| Jogos Olímpicos |                   |               |                   |                  |                   |                  |                   |                   | Medalha de prata |                  |                 |                  |               |
| Campeonato Mundial |                   |               |                   |                  |                   |                  | 7.º               | Medalha de prata  | Medalha de prata | 4.º              |                 | 4.º              |               |
| Campeonato dos Quatro Continentes |                   |               |                   |                  |                   | 5.º              | 4.º               | Medalha de bronze | Medalha de prata | Medalha de ouro  |                 |                  |               |
| GP Grand Prix Final |                   |               |                   |                  |                   |                  | Medalha de bronze | Medalha de bronze | Medalha de prata | Medalha de prata |                 |                  |               |
| GP Internationaux de France |                   |               |                   |                  |                   |                  | Medalha de ouro   |                   | Medalha de prata |                  | 8.º             |                  |               |
| GP NHK Trophy |                   |               |                   |                  |                   |                  |                   |                   |                  | Medalha de ouro  |                 |                  |               |
| GP Rostelecom Cup |                   |               |                   |                  |                   |                  |                   | Medalha de prata  |                  |                  | 4.º             |                  |               |
| GP Skate America |                   |               |                   |                  |                   |                  | Medalha de prata  | Medalha de ouro   |                  |                  |                 |                  |               |
| GP Skate Canada International |                   |               |                   |                  |                   |                  |                   |                   | Medalha de ouro  | Medalha de ouro  |                 |                  |               |
| CS Lombardia Trophy |                   |               |                   |                  |                   |                  |                   | Medalha de ouro   | Medalha de ouro  | Medalha de ouro  | Medalha de ouro |                  |               |
| CS U.S. International Classic |                   |               |                   |                  |                   |                  | 5.º               |                   |                  |                  |                 |                  |               |
| Jogos Asiáticos |                   |               |                   |                  |                   |                  |                   | Medalha de ouro   |                  |                  |                 |                  |               |
| Asian Open Figure Skating Trophy |                   |               |                   |                  |                   | Medalha de ouro  |                   |                   |                  |                  |                 |                  |               |
| Coupe du Printemps |                   |               |                   |                  |                   |                  |                   | Medalha de ouro   |                  |                  |                 |                  |               |
| Gardena Spring Trophy |                   |               |                   |                  | Medalha de ouro   |                  |                   |                   |                  |                  |                 |                  |               |
| Internacional – Júnior |                   |               |                   |                  |                   |                  |                   |                   |                  |                  |                 |                  |               |
| Campeonato Mundial Júnior |                   |               | 10.º              | 7.º              | 5.º               | Medalha de ouro  |                   |                   |                  |                  |                 |                  |               |
| Jogos Olímpicos da Juventude |                   |               | Medalha de prata  |                  |                   |                  |                   |                   |                  |                  |                 |                  |               |
| JGP Grand Prix Júnior Final |                   |               |                   |                  |                   | Medalha de ouro  |                   |                   |                  |                  |                 |                  |               |
| JGP JGP Alemanha |                   |               |                   | Medalha de prata |                   |                  |                   |                   |                  |                  |                 |                  |               |
| JGP JGP Croácia |                   |               |                   |                  |                   | Medalha de ouro  |                   |                   |                  |                  |                 |                  |               |
| JGP JGP Eslovênia |                   |               |                   | 6.º              |                   |                  |                   |                   |                  |                  |                 |                  |               |
| JGP JGP Estônia |                   |               | Medalha de bronze |                  | 4.º               |                  |                   |                   |                  |                  |                 |                  |               |
| JGP JGP Japão |                   |               |                   |                  |                   | Medalha de prata |                   |                   |                  |                  |                 |                  |               |
| JGP JGP Letônia |                   |               |                   |                  | Medalha de bronze |                  |                   |                   |                  |                  |                 |                  |               |
| JGP JGP Polônia |                   |               | 4.º               |                  |                   |                  |                   |                   |                  |                  |                 |                  |               |
| Nacional |                   |               |                   |                  |                   |                  |                   |                   |                  |                  |                 |                  |               |
| Campeonato Japonês |                   |               | 9.º               | 11.º             | 7.º               | Medalha de prata | Medalha de prata  | Medalha de ouro   | Medalha de ouro  | Medalha de ouro  | Medalha de ouro | Medalha de prata |               |
| Campeonato Japonês – Júnior | Medalha de bronze | 4.º           | 5.º               | Medalha de prata | Medalha de prata  | Medalha de ouro  |                   |                   |                  |                  |                 |                  |               |
| Equipes |                   |               |                   |                  |                   |                  |                   |                   |                  |                  |                 |                  |               |
| Jogos Olímpicos |                   |               |                   |                  |                   |                  |                   |                   | 5.º 5T/1P        |                  |                 |                  |               |
| Japan Open |                   |               |                   |                  |                   |                  | 1T/1P             | 1T/1P             | 2T/3P            | 1T/1P            | 2T/2P           |                  | 1T/1P         |
| Jogos Olímpicos da Juventude |                   |               | 1T/2P             |                  |                   |                  |                   |                   |                  |                  |                 |                  |               |
| Team Challenge Cup |                   |               |                   |                  |                   |                  | 3T/1P             |                   |                  |                  |                 |                  |               |
| Troféu Mundial por Equipes |                   |               |                   |                  |                   |                  |                   | 1T/1P             |                  |                  |                 |                  |               |
| |                   |               |                   |                  |                   |                  |                   |                   |                  |                  |                 |                  |               |
| Legenda: GP = Grand Prix; CS = Challenger Series; JGP = Grand Prix Júnior; WD = Abandonou; T = Posição da equipe; P = Posição individual; Competição não foi disputada nesta temporada; Competição não fez parte do GP/CS; Competição fez parte do GP/CS |                   |               |                   |                  |                   |                  |                   |                   |                  |                  |                 |                  |               |